# Rally de Ourense de 1997
El Rally de Ourense de 1997, oficialmente 30.º Rally de Ourense, fue la trigésima edición y la sexta ronda de la temporada 1997 del Campeonato de España de Rally. Se celebró del 20 al 22 de junio.

## Clasificación final
| Pos. | Piloto                | Copiloto                | Automóvil               | Tiempo  | Diferencia |
| ---- | --------------------- | ----------------------- | ----------------------- | ------- | ---------- |
| 1.   | Jesús Puras           | Carlos del Barrio       | Citroën ZX Kit Car      | 2:06:24 | 0.0        |
| 2.   | Miguel Martínez-Conde | Felipe Alonso Fernández | Renault Mégane Maxi     | 2:07:44 | +1:20      |
| 3.   | Jaime Azcona          | Julius Billmaier        | Peugeot 306 Maxi        | 2:09:13 | +2:49      |
| 4.   | Miguel Ángel Fuster   | José Vicente Medina     | Peugeot 106 XSi         | 2:17:14 | +10:50     |
| 5.   | Francisco Javier Paz  | José Ramón Seoane       | Ford Escort RS Cosworth | 2:18:02 | +11:38     |
| 6.   | Jon Casais            | Queralt Díaz            | Citroën ZX 16V          | 2:18:32 | +12:08     |
| 7.   | Arturo Rial           | Luis Fernández          | Citroën ZX 16V          | 2:19:02 | +12:38     |
| 8.   | Salvador Cañellas Jr. | Alberto Sanchís         | SEAT Ibiza 2.0 GTi 16V  | 2:20:48 | +14:24     |
| 9.   | Manuel Cabo           | Francisco J. Rodríguez  | SEAT Ibiza 2.0 GTi 16V  | 2:22:24 | +16:00     |
| 10.  | Alfonso Loza          | José Enrique Serrano    | SEAT Ibiza 2.0 GTi 16V  | 2:23:32 | +17:08     |